# Casa de Francesc Arasa
La casa de Francesc Arasa és un edifici del raval de Jesús, a Tortosa (Baix Ebre), inclòs a l'Inventari del Patrimoni Arquitectònic de Catalunya.

## Descripció
L'edifici té planta rectangular irregular i se situa a la cantonada del carrer d'Europa amb la carretera nacional que porta cap a Gandesa i que passa per part del nucli urbà de Jesús. Presenta planta baixa i dos pisos superiors, amb coberta plana. La mateixa cantonada de la casa divideix la seva façana principal en dues parts, més o menys similars i amb, més o menys, els mateixos elements excepte a la planta baixa on s'obre -tot donant al carrer d'Europa- la porta principal, amb arc escarser i reixa de ferro (a la part superior de la reixa s'inscriu la data «1904» i les inicials «F» i «A», possiblement de Francesc Arasa). La part que dona a la carretera nacional es divideix una superfície similar a la de la porta principal amb dues obertures. Als pisos superiors s'obren balcons de sòbries reixes. El primer pis és més gran que del segon. L'ornamentació de la façana principal es veu complida per uns esgrafiats de senzilles línies –als pisos superiors–, i per la figura del Sagrat Cor que centra la barana de ferro de la coberta.

## Història
Francesc Arasa (les seves inicials apareixen enclastades a la porta principal de la casa) fou propietari i iniciador de la construcció, i més que probable el director d'aquesta. Cal tenir en compte que la casa pròpiament dita és més antiga que la façana principal, probablement del pas del segle xix al segle xx, mentre que la façana principal sembla ésser del 1920 i 1930 (la figura del Sagrat Cor que corona aquesta façana fou instal·lada després de la Guerra Civil). Consten restauracions i neteges de la façana ulteriors; l'estructura es manté com al principi.